# Tubificoides motei
Tubificoides motei is een ringworm uit de familie van de Naididae. De wetenschappelijke naam van de soort is voor het eerst geldig gepubliceerd in 1986 door Brinkhurst.